# Флори, Пол Джон
Пол Джон Фло́ри (англ. Paul John Flory; 19 июня 1910, Стерлинг, штат Иллинойс, США — 9 сентября 1985, Биг-Сюр, Калифорния, США) — американский физико-химик.
Нобелевская премия по химии 1974 года была присуждена П. Флори «за фундаментальные достижения в области теории и практики физической химии макромолекул». Он занимал ведущие позиции в химическом обществе и был награждён не только за выдающиеся достижения в макромолекулярной химии, но и за активную деятельность защитника прав человека во всем мире.
Член Национальной академии наук США (1953).

## Биография
Корни семьи Флори прослеживаются в Эльзасе, затем в Англии, позже в Пенсильвании, и затем в Огайо. Пол очень гордился своим «гугенотским» происхождением. Его отец, Эзра Флори, был священником Церкви братьев, религиозного общества наподобие квакеров (Религиозное общество друзей). Семья часто переезжала из одного места в другое из-за его назначений в разные приходы. Эзра женился на Эмме Брутбау, родились две дочери, Маргарет и Мириам. После смерти Эммы во время родов, Эрза женился на Марте Брутбау, кузине Эммы, родились Джеймс и Пол. Земельный участок под Дейтоном (штат Огайо) был передан в собственность президентским указом и до сих пор принадлежит семье Флори.
В детстве Пол был болезненным, но очень развитым ребёнком. Он всегда был особенно привязан к своей сводной сестре Маргарет, которая к тому же была его учителем в 6-м классе. Заметив способности Пола, она способствовала его дальнейшему образованию. В 1927 году Флори окончил среднюю школу города Элджин в штате Иллинойс. Взрослея, Пол развивался и физически посредством таких занятий, как земляные работы, активное плавание и горные походы. Он стал сильным человеком с огромной работоспособностью, которой отличался в течение большей части своей жизни. Он всегда был категорически против регулярных медицинских осмотров, даже когда незадолго до смерти от тяжелого сердечного приступа стал замечать, что устаёт даже от непродолжительного плавания.
Несмотря на Великую депрессию, Пол успешно закончил Манчестерский колледж (1931; штат Индиана), получив за три года образование, но ещё не выбрав профессию. Именно в Манчестерском колледже его интерес к науке, особенно к химии, поощрялся профессором Карлом В. Холлом (Carl W. Holl), который посоветовал Полу поступить в аспирантуру Университета штата Огайо в 1931 году. В первый год обучения Пол подрабатывал земляными работами, а также на фабрике группы «Kelvinator», освоил магистерскую программу по органической химии под руководством профессора Сесила Е. Боурда (Cecil E. Boord). На второй год, решив заняться физической химией, он стал сотрудником лаборатории научного руководителя своей диссертационной работы, профессора Эрика Л. Джонстона (Herrick L. Johnston), которого описывал, как «имеющего безграничное рвение к научному поиску, производящее неизгладимое впечатление на его студентов». С другой стороны, по воспоминаниям выпускника тех лет, Джонстон и Флори «в глаза друг друга не видели».
Пол Флори был неугомонным человеком и редко когда соглашался с устоявшимся порядком вещей. Он всегда искал улучшения положения или условий для реализации своих научных интересов и преуспевания своих коллег. После получения докторской степени Университета штата Огайо он устраивается в фирму «Дюпон» в 1934 году и через 4 года, в 1938г., переходит работать в Научно-исследовательскую лабораторию  университета в Цинциннати. Необходимость разработки методов получения синтетического каучука, вызванная Второй Мировой войной, вернула его к промышленным аспектам в «Esso laboratories», созданной при «Standard Oil Development Company» (1940-43), и затем в исследовательскую лабораторию «Goodyear Tire Company» (1943-48). В 1948 году он стал профессором Корнеллского университета, где проработал 9 лет. Затем в 1957 г. он перешёл в Меллонский институт в Питтсбурге для осуществления большой программы фундаментальных исследований. Под его руководством проект несколько лет активно развивался до тех пор, пока административная деятельность не наскучила Флори. В 1961 г. он перешёл на должность профессора в Стэнфордском университете в Калифорнии, где и работал до своей смерти в 1985 году.
Пол прожил счастливую семейную жизнь. Он женился в 1936 г. на Эмили Катерине Табор (Emily Catherine Tabor), которая поддерживала все начинания мужа. Они имели трёх детей: Сьюзен (Susan), ставшая женой Джорджа С. Спрингера (George S. Springer), профессора факультета аэронавтики и астронавтики Стэнфордского университета; Мелинда (Melinda), муж которой, Дональд Е. Грум (Donald E. Groom), являлся профессором физики в Университете Юты; и доктор Пол Джон Флори младший (Paul John Flory, Jr.), научный сотрудник факультета генетики человека Йельской медицинской академии. В семье 5 внуков: Элизабет Спрингер (Elizabeth Springer), Мэри Спрингер (Mary Springer), Сусанна Грум (Susanna Groom), Джереми Грум (Jeremy Groom) и Чарльз Грум (Charles Groom).

## Научная работа
Начав работать в 1934 г., Флори занимался большинством основополагающих задач физической химии полимеров, включая кинетику и механизм полимеризации, молекулярно-массовое распределение, термодинамику и гидродинамику растворов, вязко-текучее состояние, стеклование, кристаллизация, конформации цепи, эластичность и жидкие кристаллы. Он автор более чем 300 публикаций.
Отличительные особенности работы Флори хорошо описаны его давним другом и коллегой Томасом Г. Фоксом (Thomas G. Fox):
Секрет его успеха в уникальной интуиции при определении физической сущности проблемы, в способности описать явление в терминах простых моделей, поддающихся прямому анализу и дающих результаты, соответствующие первоначальной постановке проблемы. В итоге, теории и выводы Флори были поучительны, понятны и непосредственно полезны для читателя. Это верно как для работающих в области фундаментальных исследований полимеров, так и для занимающихся промышленными приложениями.

### «Дюпон» и Карозерс (1934—1938)
Флори предложили работу в фирме «Дюпон» на пике Великой депрессии, когда свободны были очень немногие рабочие места в промышленном и научном мире. Ему особенно повезло с назначением работать под руководством знаменитого Уоллеса Г. Карозерса, вклад которого в создание макромолекулярной концепции сравним с вкладом немецкого химика Германа Штаудингера. Флори стал исследовать простейшие и наиболее изученные реакции бифункциональных соединений (например, реакция этерификации этиленгликоля с янтарной кислотой). Становилось ясно, что полимеры, получаемые реакцией конденсации, будут содержать макромолекулы различной длины; задача, поставленная Карозерсом перед Флори, заключалась в создании математической теории молекулярно-массового распределения. Большинство химиков в то время полагали, что реакционная способность функциональной группы уменьшается с ростом цепи: предполагалось, что большой размер молекулы снизит скорость её движения и таким образом будет препятствовать неограниченному росту цепи. Данное заключение основывалось на принятой тогда в химической кинетике теории бимолекулярных реакций. Разрабатывая статистическую модель молекулярно-массового распределения, Флори постулировал противоположный принцип, согласно которому реакционная способность в данном растворителе, при данных температуре, давлении и концентрации зависит только от микроокружения и не зависит от общего размера молекулы. Он утверждал, что увеличение размеров молекулы действительно может уменьшить подвижность молекулы, но это будет скомпенсировано увеличением времени взаимодействия молекул при столкновении. Достоверных экспериментальных данных на тот момент было очень мало, но в последующие годы Флори осуществил множество экспериментов, которые подтвердили правильность его теории. Трудно придумать более простую функцию распределения: число цепей с х звеньями уменьшается экспоненциально по х. Это «наиболее вероятное распределение», как назвал его Флори, остаётся справедливым для реальных полимерных материалов. Ко времени публикации в 1936 г. непосредственное определение степени полимеризации было утомительным и неточным, но в настоящее время легко осуществляется методами гель-проникающей хроматографии.
За время работы в фирме «Дюпон» Флори сделал ещё одно фундаментальное открытие в области механизмов реакций полимеризации. В одной из публикаций, рассматривая кинетику полимеризации олефинов, он указал на необходимость учитывать стадию, известную как реакция передачи цепи, в результате которой молекула с растущей цепью отрывает атом от другой молекулы, передавая ей активный центр полимеризации и заканчивая свой рост. Стадия передачи цепи при радикальной полимеризации заключается в переносе активного центра макрорадикала на другую молекулу, присутствующую в растворе: это может быть молекула мономера, полимера, инициатора, растворителя. Передача цепи на мономер или полимер приводит к обрыву материальной, но не кинетической цепи: исходная макромолекула полимера теряет способность продолжать свой рост и увеличивать молекулярную массу, но образующийся радикал продолжит реакцию полимеризации.
{\displaystyle {\mathsf {M_{n}\cdot +M{\xrightarrow[{}]{k'}}M_{n}+M\cdot }}}
{\displaystyle {\mathsf {M\cdot +M{\xrightarrow[{}]{k''}}M_{2}\cdot }}}
Практическая важность явления передачи цепи заключается в возможности контроля многих промышленных процессов полимеризации, включая получение синтетического каучука, имевшее значение для США во время Второй мировой войны. Передача цепи – неотъемлемая стадия большинства механизмов полимеризации. Вскоре после трагической гибели Карозерса в результате самоубийства в 1937 г. Флори уволился из «Дюпон» и уехал в Цинциннати.

### Цинциннати (1938—1940)
Продолжая накапливать экспериментальные данные по линейным полимерным системам, Флори начал изучать полиэфиры, содержащие компонент с тремя или более функциональными группами, так называемые «трёхмерные» полимеры, содержащие разветвлённые структуры.

Разветвлённый полиэфир, получаемый поликонденсацией глицерина и фталевого ангидрида (коммерческое название — глипталь)

Один из подобных полимеров к тому времени уже стал хорошо известным коммерческим продуктом — глипталь (полученный из глицерина и ангидрида фталевой кислоты), кроме того, было известно, что подобные системы достигают состояния нулевой текучести (гель) в конце протекания реакции. Карозерс верно заключил, что подобному состоянию соответствует максимально достижимая молекулярная масса макромолекулы, в которой отдельные цепи соединены в огромную сеть; но среднюю молекулярную массу он вычислил из простых стехиометрических соотношений. В действительности образование геля происходит намного раньше завершения реакции, когда среднечисловая молекулярная масса ещё невелика. Следствием этого, как понял Флори, будет гораздо более широкое, чем для линейных полимеров, молекулярно-массовое распределение разветвлённых полимеров, и для описания гелей нужно использовать средневесовую молекулярную массу. В трёх публикациях, отличавшихся математической изощрённостью, превосходящей его предыдущие работы, он развил количественную теорию гелеобразования и общую теорию молекулярно-массового распределения.

### Лаборатория ESSO (1940—1943)
Начало Второй мировой войны значительно увеличило необходимость получения синтетического каучука и убедило Флори вернуться к изучению промышленно важных процессов. Тем не менее он осуществил и фундаментальные исследования в области физической химии макромолекул. Вместе с Джоном Ренером младшим он разработал наглядную модель каучуковых сеток и применил её для объяснения явления набухания. Он измерил вязкость растворов полиизобутилена в широком диапазоне молекулярных масс  , гораздо большем, чем когда-либо ранее, и доказал строгое выполнение закона Марка-Куна-Хаувинка со степенным показателем 0.64. Несомненно, выдающимся достижением тех лет было создание знаменитого уравнения Флори-Хаггинса для вычисления энтропии смешения растворов полимеров 
(тот же результат был получен независимо друг от друга М.Л. Хаггинсом в США и А.Д. Ставерманом в оккупированной нацистами Голландии):
{\displaystyle \Delta S_{mixing}=-R[\,n_{1}\ln(X_{1})+n_{2}\ln(X_{2})\,]}
где n1 и n2 - число молей двух компонентов, Х1 и Х2 - их мольные доли в смеси.
Эта, теперь уже классическая, формула является аналогом уравнения Ван-дер-Ваальса состояния реального газа, т.к. хотя и приблизительно, она отражает основные физические характеристики и даёт надёжные количественные предсказания. Эта формула остаётся справедливой для реальных систем. Позже Флори распространил справедливость уравнения на смеси полимеров любой сложности.

### Исследовательская лаборатория «Гудиер» (1943—1948)
В этот период Флори активно занимался прикладными исследованиями полимеров. Он изучал зависимость прочности эластомеров от наличия дефектов в сетчатой структуре, определял вязкость и температуру стеклования расплавов полимеров. Также он начал работу по термодинамике кристаллизации полимеров, ещё не исследованной области. Его теории предсказали зависимость степени кристалличности от температуры, молекулярной массы, жесткости цепи, химической однородности полимера и наличия растягивающей деформации. Из установленных им соотношений возможно вычислить теплоту и энтропию кристаллизации полимера и термодинамические параметры взаимодействия с растворителем.
Весной 1948 г. Флори был приглашён в Корнеллский университет для чтения курса лекций и счёл атмосферу в Итаке (штат Нью-Йорк) настолько благоприятной, что с готовность принял предложение работать на факультете этого университета.

### Корнеллский университет (1948—1957)
Во время преподавания в Корнеллском университете Флори начал работу над большим проектом, который закончил только в 1953 г.: сочинение «Основы химии полимеров» (672 стр), которое спустя более чем полвека остаётся широко используемой книгой. Никакая другая монография не имела такого большого значения в этой развивающейся области знания.
Также задуманное в первый год чтения лекций, ещё одно из его потрясающих исследований было быстро завершено: теория так называемого эффекта исключённого объёма, заключающаяся в том, что реальные молекулы полимеров, обладая эффективными размерами, не могут пересекаться друг с другом; кроме того, атомы макромолекул испытывают ван-дер-ваальсовы взаимодействия с ближайшими атомами вне зависимости от того, принадлежат ли они к одной и той же цепи, или являются частями соседних молекул. Продолжая более ранние незаконченные исследования Вернера Куна (Werner Kuhn), Хаггинса (Maurice L. Huggins) и Роберта Симха (Robert Simha), созданная Флори теория самосогласованного поля сегодня все ещё активно используется. Кроме некоторых случаев эффект исключённого объёма и других взаимодействий сохраняется. В хорошем растворителе цепные молекулы испытывают возмущение, которое неограниченно возрастает с увеличением длины цепи, и отношение молекулярной массы к эффективному радиусу (среднеквадратический радиус инерции, определяемый методом светорассеяния) не соответствует среднеквадратическому закону, что объясняется гибкостью цепи при пренебрежении всеми прочими взаимодействиями. Теория Флори для отношения радиуса к молекулярной массе даёт значение степенного показателя 3/5, что не так уж далеко от значения 0.5887 согласно современным теориям.
Полученный Флори результат не был признан Дебаем и многими другими исследователями, т.к. «невозмущённая» цепь, удовлетворяющая соотношениям среднеквадратического закона, полностью соответствовала законам случайных блужданий, понятных в теории броуновского движения. Однако Флори показал, что при некоторой температуре (названной Флори «тэта»-температурой и известной как «температура Флори») силы притяжения и отталкивания не действуют. Это особое состояние может быть вызвано (по аналогии с температурой Бойля для реального газа) обнулением второго вириального коэффициента в выражении для осмотического давления, также активно исследовавшегося Флори и Кригбаумом (W. R. Krigbaum).
Затем Флори обратился к исследованию вязкости растворов полимеров. Понимая, что частичным гидродинамическим экранированием, описанным в теориях Кирквуда (Kirkwood) и Дебая, возможно пренебречь, Флори и Фокс (T. G. Fox) показали, что увеличение вязкости раствора пропорционально кубу эффективного радиуса макромолекул, что соответствовало теории исключённого объёма, и что константа пропорциональности одинакова для всех гибкоцепных полимеров в любых растворителях. Так был открыт необыкновенно простой способ определения строения цепи полимера по вязкости раствора, что и стало одним из основных занятий Флори в его последующей карьере. Вскоре после этого открытия Флори с коллегами Манделкерном (L. Mandelkern) и Шерагой (Scheraga) осуществили похожее исследование скорости седиментации в ультрацентрифуге и показали, что из значений вязкости и скорости седиментации можно определить молекулярную массу полимера. В течение нескольких лет этот метод активно использовался биохимиками, т.к. требовал значительно меньшие количества образца, чем другие доступные в то время методы.
Ещё одна новаторская работа во время работы в Корнеллском университете заключалась в создании за время отпуска в Манчестере (Соединённое Королевство) теории для описания термодинамических параметров жестких цепей, которую Флори впоследствии использовал в работе с жидкими кристаллами. Кроме того, его работа в «Гудиер» над кристаллизацией полимеров была применена к фазовым переходам фибриллярных белков.

### Меллонский институт (1957—1961)
Флори, состоявший несколько лет в Совете попечителей Меллонского института, убедил руководство изменить устаревшую программу индустриальных разработок и заняться фундаментальными исследованиями. Ответ правления состоял в том, что только Флори способен реализовать эти исследования; таким образом, он чувствовал себя обязанным принять предложение при условии, что значительные финансовые ресурсы института будут полностью направлены на эти цели. Через несколько лет это условие, однако, выполнено не было, и Флори решил вернуться к академической деятельности.

### Стэнфордский университет (1961—1985)
К тому времени научные достижения Флори были уже широко известны, поэтому приглашения заняться академической работой Флори получил одновременно от нескольких университетов. В 1961 г. Флори перешёл на должность профессора в Стэнфордском университете в Калифорнии. В одном из писем своему будущему коллеге Уильяму С. Джонсону (William S. Johnson) Флори писал, что его восхитили перспективы развития в Стэнфордском университете науки вообще и химии в частности.
Продолжая исследования, начатые ранее, Флори с помощью Р.Л. Джернигана (R. L. Jernigan) и позднее До Юона (Do Yoon), разработал матричный метод для описания конформаций цепных молекул. Он не только объединил работы М.В. Волькенштейна (СССР), К. Нагаи (K. Nagai) (Япония) и Ш. Лифсона (Израиль), но и превзошёл их, достигнув качественно новых результатов. Этот метод изложен в его второй книге (1969) «Статистическая механика цепных молекул»  и применён к огромному количеству полимеров, включая полипептиды и полинуклеотиды. Некоторые примеры описаны в его лекции Нобелевского лауреата (1974).
Флори также вернулся к одной из его излюбленных тем: термодинамика растворов полимеров. Энтропия Флори-Хаггинса не была заброшена, но огромная работа была направлена на выяснение энтальпии смешения. Были введены понятия сжимаемости и свободного объёма, названные Флори «уравнениями состояния». Подход был успешно применён и к смесям неполимерных жидкостей.
Работы в двух других областях раннего интереса также были возобновлены. Теория анизотропных растворов, начатая публикацией 1956 года, была разработана для жестко- и гибкоцепных полимеров. Теория каучуковых сеток, начатая в 1943 г., была значительно усовершенствована. Важным источником информации о конформационных переходах является температурная зависимость силы упругости эластомеров при условии, что возможно пренебречь эффектами исключённого объёма. Флори счёл это предположение обоснованным. По его собственным словам,
хотя цепная молекула в объёме полимера взаимодействует сама с собой, нет никакого выигрыша при увеличении занимаемого ей объёма, т.к. уменьшение внутримолекулярных взаимодействий компенсируется увеличением взаимодействий с соседними молекулами.
Много лет после того, как он постулировал это положение, исследования в Гренобле (Франция) и Юлихе (ФРГ) по нейтронному рассеянию подтвердили верность предположения. Используя различие в сечениях рассеяния нейтронов дейтерием и протием, было однозначно показано, что средние размеры ряда различных полимеров в неразбавленных аморфных образцах совпадают с «невозмущёнными» размерами в разбавленных растворах.

Области с плотно упакованными полимерными цепями чередуются в кристалле полимера с аморфными областями

 Споры о морфологии полукристаллических полимеров дали начало широкому и противоречивому обсуждению в литературе, но суть рассматриваемого явления так и не была выяснена в течение жизни Флори. При кристаллизации полимеров из разбавленных растворов в тонких пластинах могут быть получены отдельные кристаллы, при этом прямолинейные участки цепи располагаются перпендикулярно плоскости пластины. Длина цепи, как правило, превышает толщину пластины в 10 или более раз, поэтому цепи должны находится в складчатой конформации. При кристаллизации полимеров в большом объёме пластинчатые кристаллы также образуются, вопрос в том, находятся ли участки одной цепи в смежных положениях кристаллической решётки или же они разделены большими участками в аморфном состоянии и удалены друг от друга, входя в структуру одного и того же или соседних кристаллов. Флори и Юон придерживались второй модели, модели «телефонного узла», но и у первой модели было множество сильных и компетентных сторонников. Оказалось, что учесть все факты может только промежуточная модель, согласно которой поворот цепи и складчатая конформация имеет место в 50—70% случаев.
В начале лета 1964 года Флори пригласили на должность профессора (прежде занимавшуюся Петером Дебаем) в Корнеллский университет, предложение его заинтересовало. Счастливое время в Стэнфордском университете закончилось, и Флори все более погружался в нормальное для него состояние сдержанного недовольства медленным прогрессом в решении отдельных задач, в особенности нехваткой помещений, пригодных для химических исследований. Флори имел обыкновение быстро менять места работы, поэтому руководство факультета серьёзно отнеслось к проблеме, был обеспечен приоритет новому зданию химического факультета. Несмотря на все эти многообещающие перемены осенью Флори был намерен принять предложение Корнеллского университета. Его друзья и коллеги во всем университете, узнав об этом, объединились и действовали великолепно, так что в результате Флори передумал покидать Стэнфордский университет.
Таким образом получилось, что Флори остался в Стэнфорде до конца своей жизни. Несколько лет Флори занимал должность декана химического факультета. Его упорная борьба за технические возможности и оснащение факультета продолжалась, но лишь в 1974 году, после присуждения ему Нобелевской премии по химии, совет попечителей одобрил расходы на новые здания химического факультета.

## Личные качества
Флори всегда внимательно относился к работам других учёных в области полимеров. Началом дружбы с Уолтером Г. Стокмаейром (Walter H. Stockmayer) была его достаточно мягкая реакция в случаях, если они расходились во мнениях по научным вопросам. Первый такой случай вышел с обсуждением трёхмерных полимеров после достижения ими точки гелеобразования: Флори предполагал наличие циклических структур в таких сетках, в то время как Стокмайер отрицал их существование на всех стадиях реакции. В следующий раз разногласие возникло много лет спустя, когда Курата (Kurata) и Стокмайер не признавали значения конформационных последствий так называемого «пентанового эффекта» между смежными внутренними вращениями в отдельных полимерных цепях. Как позже вспоминал Стокмаейр, здесь они были категорически неправы, а Флори – безусловно прав. По двум этим вопросам Флори никогда не критиковал Стокмаейра в печати, хотя по отношению к другим учёным часто не стеснялся указывать на подобные разногласия в резких выражениях.
Друзья Флори всегда восхищались постоянно возрастающими познаниями Флори в формальной математике:
Ещё в Университете штата Огайо он пошёл на математические курсы и самостоятельно все изучил, чтобы пополнить относительно скудные познания времен Манчестерского колледжа. Все время он продолжал изучать то, что ему было необходимо, даже относительно поздно для карьеры теоретика.
По словам Генри Таубе, коллеги Флори по работе в Стэнфордском университете, Пол Флори обладал потрясающим чувством юмора, и предметом разговора часто становился анекдот, рассказанный им с большим удовольствием. Его собственное удовольствие от юмора выражалось в теплой, быстрой улыбке, озарявшей красивое лицо, уже покрытое морщинами, а часто и в искреннем смехе. Он был добрым и заботливым человеком, его беспокойство о благополучии других переходило в действие. После награждения Нобелевской премией активность его деятельности по вопросам прав человека увеличилась, он использовал свой возросший авторитет для улучшения положения тех советских учёных, которые из соображений совести выступали против правительства. Он занимался этими задачами с теми же энтузиазмом и преданностью, что и наукой в течение своей карьеры.
В воспоминаниях о Флори Таубе писал:
Он обладал сильным характером, огромной честностью, его убеждения по научным вопросам были принципиальны и обоснованы. Очень чувствительный, он мог быть сильно критичным по отношению к тем, кто не соглашался с ним, даже по вопросам, в которых следовало придерживаться противоположной точки зрения. Его убеждения могли распространяться на различные вопросы, и он часто выражал их и своё несогласие в печати. Он писал с увлечением и талантом, публикация получалась убедительной, даже в отредактированном его женой Эмили варианте.
Некоторое время Флори читал лекции на Химическом факультете Стэнфордского университета, но он не особенно наслаждался преподаванием в аудиториях. Отчёты в его обычных лекциях были скучноваты. Вполне возможно, что его не занимали попытки сделать лекции увлекательными, он не видел в этом необходимости, полагая, что изучаемый предмет сам расскажет о себе ищущему знания. Во всяком случае, он часто был недоволен восприятием студентами его курса. Это объясняет, почему Флори, красноречивый и активный сторонник включения науки о полимерных материалах в основной учебный план по химии, отказывался предложить конкретные планы относительно того, как это возможно осуществить на факультете. Ответственность за реализацию проектов, которые были бы приняты, лежала бы на нём и вмешалась бы в занятия, которые нравились ему больше.
Флори стал первым Нобелевским лауреатом в Стэнфордском университете, и день объявления присуждения премии стал одним из самых волнующих и праздничных дней на факультете. Флори не принадлежал к тому типу людей, чье самомнение сильно завышается от подобной чести. Но всё-таки он был рад этому, так как выдающееся положение и внимание СМИ, которыми располагает Нобелевский лауреат, позволяли ему быть намного более эффективным, чем раньше, в его борьбе за права человека.
Энергичность Флори и его репутация неутомимого борца за права человека преследуемых учёных других стран хорошо известны. Это стало одним из его наиболее важных занятий в последнее десятилетие жизни. В этом его неизменно поддерживала его жена Эмили, которая подготовила поездки и сопровождала его во время встреч с преследуемыми учёными в странах Восточной Европы. Среди множества занятий по защите прав человека – неоднократные интервью на радиостанции «Голос Америки» для передач в Советском Союзе и Восточной Европе. Он работал в различных комитетах по правам человека, таких как Комитет ответственных учёных, очень критически относился к Национальной академии наук США, Американскому химическому обществу и другим научным сообществам из-за ухода от твердой позиции в вопросе отстаивания прав учёных. В 1980 году в составе делегации США он принял участие в научной конференции 35 стран в Гамбурге, Западная Германия, на которой обсуждались вопросы научного обмена и прав человека в соответствии с Хельсинкским Соглашением. Флори был особенно похож на сигнал тревоги и мольбы о спасении как основатель, представитель и активист. Эта, ещё не оформившаяся, группа состояла из порядка 9 тыс. учёных со всего мира, которые самовольно прекратили сотрудничество с СССР в ответ на преследование Сахарова, Орлова и Щаранского. Глубина его преданности идеям может быть проиллюстрирована тем, что он предложил себя в качестве заложника Советскому правительству с тем, чтобы жена Сахарова Елена Боннэр могла выехать из СССР для крайне необходимого ей лечения.
Даже при том, что Пол Флори получил практически все главные награды в области исследования полимеров, он все ещё нуждался в признании своих коллег. Очень жаль, что руководство Химического факультета Стэнфордского университета ждало до 1984 года, чтобы учредить ежегодные чтения в его честь, т.к. это очень порадовало его. Флори прочёл первую лекцию, за которой последовал праздничный ужин, привлекший огромное число его бывших сотрудников, коллег, а также друзей. Жан-Мари Лен прочёл вторую лекцию в январе 1985 года, но Флори не смог присутствовать на ней, т.к. находился в это время в Европе.
У. Джонсон (William S. Johnson), друг и коллега Флори, писал о нём:
До самого конца Пол был человеком-динамо, который работает неустанно с потрясающей эффективностью и высокой производительностью. Выход на пенсию из Стэнфордского  университета в 1975 году никак не повлиял на его занятия; он был активно занят вопросами защиты прав человека в дополнение к научной работе в IBM, а также в Стэнфордском университете и консультированию промышленных организаций.
Пол Флори был гостеприимным хозяином, казавшимся полностью расслабленным, и он явно получал удовольствие, развлекая своих друзей. Физические упражнения были главным успокаивающим средством для него. После активного плавания он мог выходить из бассейна с широкой улыбкой на лице и в очевидно хорошем самочувствии. Другим его увлечением были горные походы. Он и его жена Эмили были решительно неутомимы и чувствовали себя на тропах, как дома. Они имели великолепную коллекцию географических карт, в которых превосходно разбирались, и могли пойти практически куда угодно. Едва ли кто-нибудь из них понимал беспокойство друзей Уильяма и Барбары Джонсон за их безопасность во время похода в Йосемитский национальный парк (штат Калифорния), когда Пол и Эмили остановились на крутой, незнакомой тропе много позже наступления темноты:
Восхищение Пола окружающей обстановкой было почти эйфорическим. Он любил находиться ближе к природе и, хотя бы и в незнакомой местности, проявлял необыкновенные познания об окружающей растительной и животной жизни.
Во время другого похода в Биг-Сюре супруги Флори начали влюбляться в эту местность. В итоге Пол купил там участок земли и построил небольшой дом, до которого можно было добраться только грунтовыми дорогами по крутому склону. Именно здесь Пол скрывался всякий раз, когда собирался писать непрерывно, наслаждаясь уединением с телефоном, гуляя, расчищая тропинки и обрезая ветки в собственном саду. Именно здесь он внезапно умер в сентябре 1985 года от сердечного приступа, когда собирался вернуться в долину Портола.
Уолтер Г. Стокмаейр (Walter H. Stockmayer) писал:
В течение всей своей жизни Пол Флори наслаждался своей работой, радовался и гордился своей семьёй. Он наслаждался природой. Он обладал физической стойкостью и не избегал физических нагрузок. Он прожил насыщенную жизнь, и я сомневаюсь, что он когда-нибудь скучал. Его имя размашисто начертано в летописи науки, о нём будут помнить последующие поколения.

## Почести и награды
Важность работ Флори однозначно признавалась в течение всей его жизни. Среди полученных им наград ряд премий Американского химического общества, 10 почётных учёных степеней, Национальная научная медаль и Нобелевская премия. Его деятельность по защите прав человека, особенно после получения Нобелевской премии, была потрясающей и всеобъемлющей. В 1953 году он был избран в Национальную академию наук США.
Среди полученных П. Флори наград:
- стипендия Гуггенхайма (1954)[21]
- медаль Николса Американского химического общества (1962)
- премия Петера Дебая[англ.] по физической химии (1969)
- Медаль Эллиота Крессона (1971)
- Премия Уилларда Гиббса (1973)
- медаль Пристли (1974)
- медаль Чарлза Фредерика Чендлера Колумбийского университета (1970)
- медаль Джона Кирквуда Йельского университета (1971).
- медаль Перкина (1977)
- почётные учёные степени нескольких университетов, включая Манчестерский колледж (штат Индиана), Университет штата Огайо[источник не указан 4523 дня] и Миланский университет (Италия).

## Основные работы
Один из основоположников теории поликонденсации. Внёс значительный вклад в теорию растворов полимеров и статистическую механику макромолекул. На основе работ Флори созданы методы определения строения и свойств макромолекул из измерений вязкости, седиментации и диффузии.
- Флори П. Статистическая механика цепных молекул, пер. с англ., М.: Мир, 1971.
- Flory, Paul. (1953) Principles of Polymer Chemistry. Ithaca. N.Y.: Cornell University Press. ISBN 0-8014-0134-8.
- Flory, Paul. (1969) Statistical Mechanics of Chain Molecules. New York: Wiley-Interscience. ISBN 0-470-26495-0. Reissued 1989.  ISBN 1-56990-019-1.
- Flory, Paul. (1985) Selected Works. Eds. L. Manelkern, J. E. Mark, U. W. Suter, and D. Y. Yoon. Vols. I-III. Stanford: Stanford University Press. ISBN 0-8047-1277-8.
- Flory, Paul. (1986) Science in a divided word: Conditions for cooperation. Freedom  Issue, v.89, p. 3-11.

## Нобелевская премия

Медаль, вручаемая лауреату Нобелевской премии

Нобелевская премия по химии (1974)
За фундаментальные достижения в области теории и практики физической химии макромолекул.
Оригинальный текст  (англ.):
For his fundamental work, both theoretical and experimental, in the physical chemistry of macromolecules.